# 1893
1893 (MDCCCXCIII) byl rok, který dle gregoriánského kalendáře započal nedělí.

## Události

### Česko
- 1. leden – začaly být vydávány Lidové noviny
- únor – Povodeň na Vltavě (1893)
- Proces s Omladinou
- 16. listopadu – založen fotbalový klub AC Sparta Praha
- prosinec – založena Českoslovanská sociálně demokratické strana dělnická, předchůdkyně ČSSD

### Svět

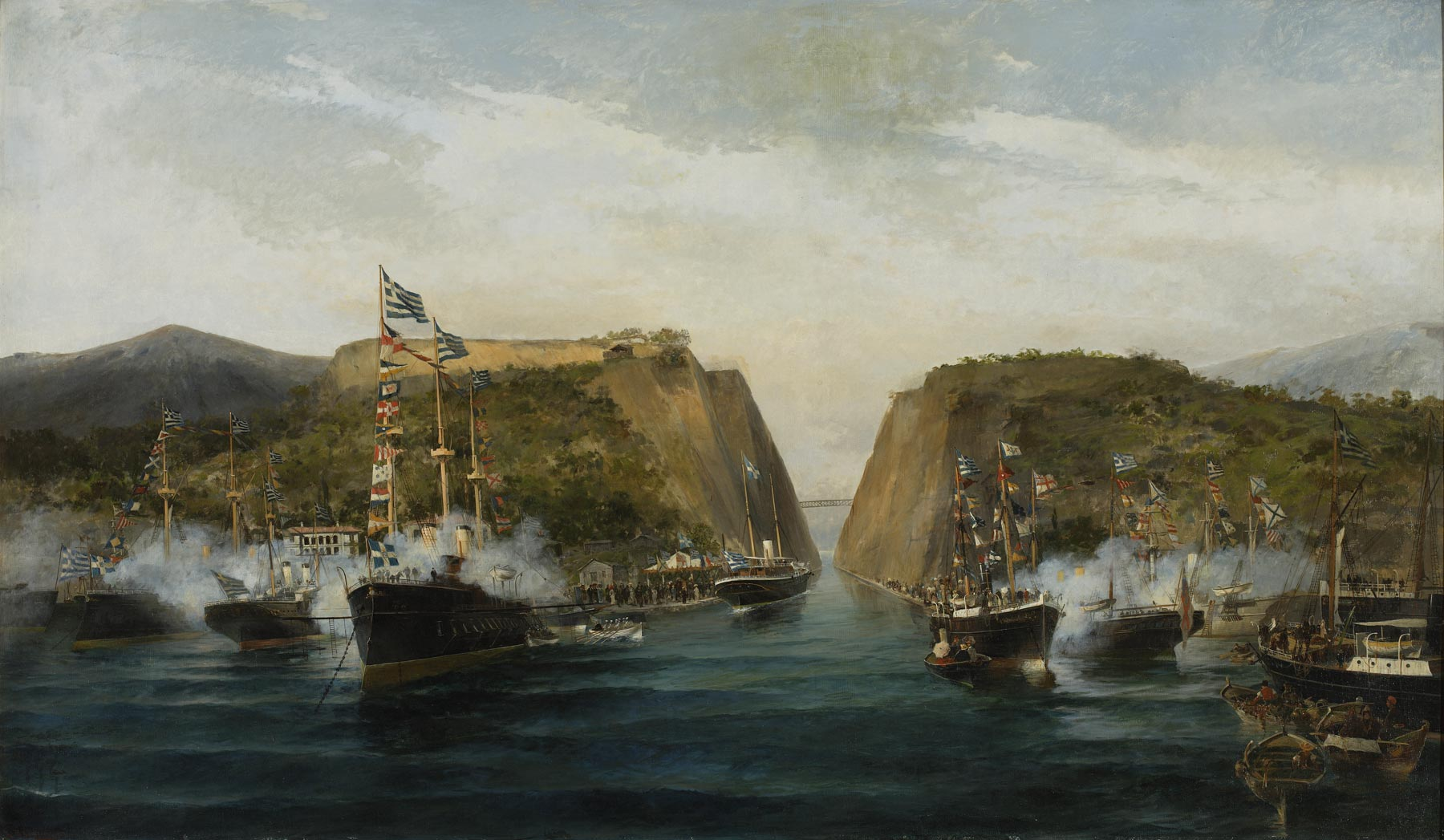
Otevření Korintského průplavu

- 1. leden – Japonsko převzalo gregoriánský kalendář
- 17. leden – americké námořnictvo provedlo ozbrojenou intervenci na Havaji a svrhlo vládu královny Liliuokalani
- 10. březen – Pobřeží slonoviny se stává francouzskou kolonií
- 22. červen – vlajková loď britské středomořské floty Victoria se během nacvičování změny sestavy srazila s lodí Camperdown a během deseti minut se potopila. Viceadmirál sir George Tryon zahynul.
- 7. července – zahájen provoz parní tramvaje v Košicích.
- 25. července – dokončena výstavba Korintského průplavu
- 27. srpen – Sea Islands Hurricane zasáhl Savannah, Charleston a Sea Islands, přes 1 000 mrtvých
- 7. listopad – stát Colorado udělil ženám volební právo
- v Rusku bylo založeno město Novonikolajevsk (dnes Novosibirsk, třetí největší město Ruské federace)
- založení Galské ligy
- Ženy na Novém Zélandu mají právo volit v celostátních volbách
- Vznik Dvojdohody – tajná dohoda Ruska a Francie o vzájemné pomoci proti německému útoku

Předlitavsko
- 11. listopadu – nastupuje vláda Alfreda Windischgrätze (do 19. června 1895)

## Vědy a umění
- 1. únor
  - Thomas A. Edison dokončil stavbu prvního filmového studia
  - V Turíně proběhla světová premiéra opery Manon Lescaut od Giacoma Pucciniho
- 23. únor – Rudolf Diesel získal patent na dieselový motor
- 9. květen – první veřejná prezentace Edisonova 11/2 filmového projektoru
- 16. prosince – v Carnegie Hall v New Yorku je poprvé uvedena Symfonie č. 9 Antonína Dvořáka
- Antonín Frič popsal údajně nový druh dinosaura Iguanodon albinus, který však byl později překlasifikován na nedinosauřího plaza Albisaurus albinus

## Knihy
- Francis Bret Harte – Clarence Brant
- Alois Jirásek – Proti všem
- Josef Svatopluk Machar – Magdalena
- Karel May – Karavana otroků
- Karel May – Vinnetou
- Vilém Mrštík – Santa Lucia
- Karel Václav Rais – Zapadlí vlastenci
- George Bernard Shaw – Domy pana Sartoria
- Antonín Sova – Z mého kraje
- Jules Verne – Claudius Bombarnak
- Jules Verne – Malý Dobráček
- Jules Verne – Včera a zítra

## Narození

### České země
- 1. ledna

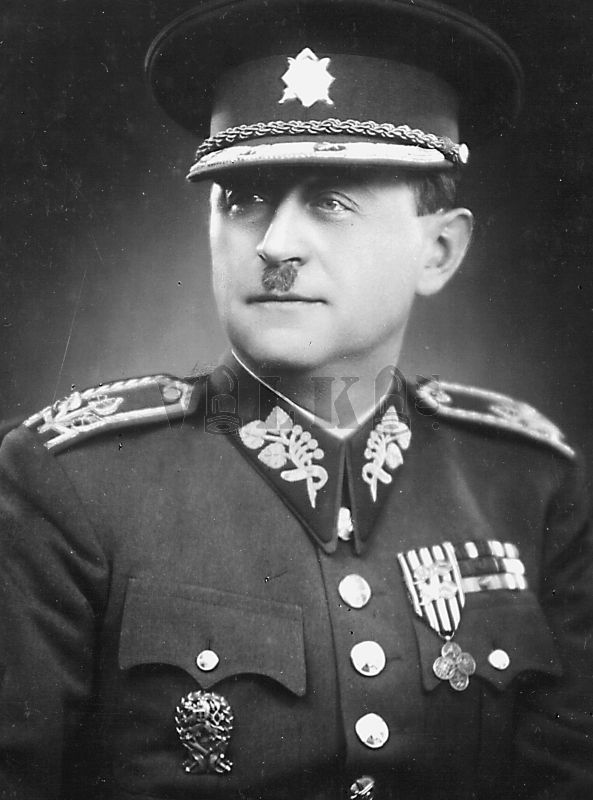
Vladimír Kajdoš (* 21. února)

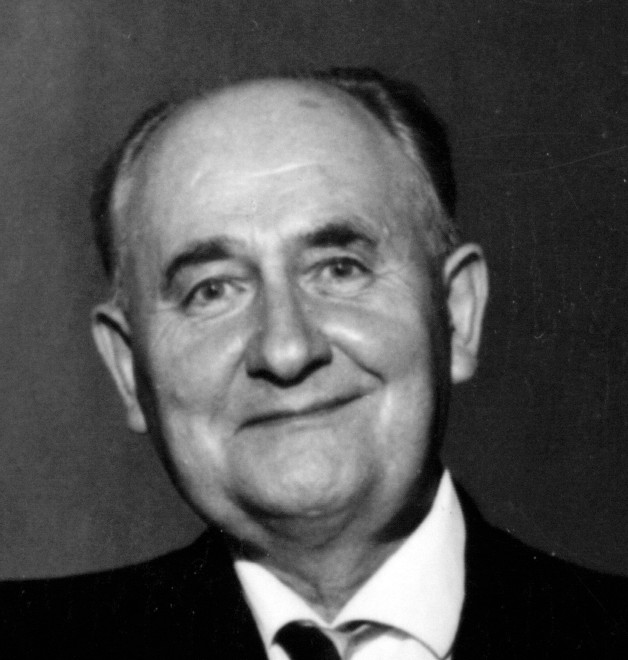
Alois Hába (* 21. června)

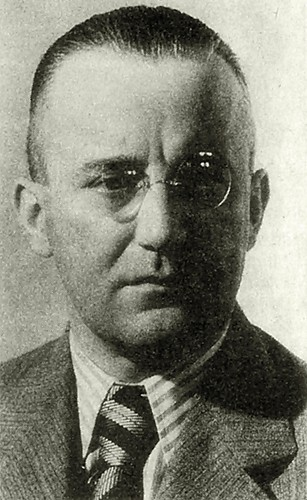
Dominik Čipera (* 3. srpna)

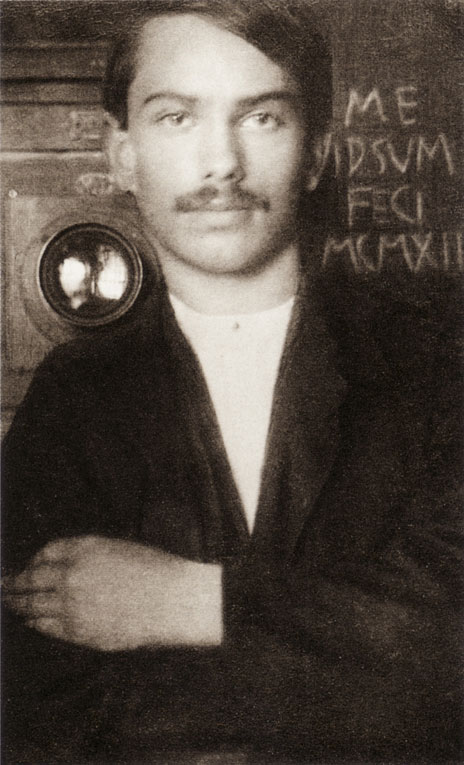
Josef Anton Trčka (* 7. září)

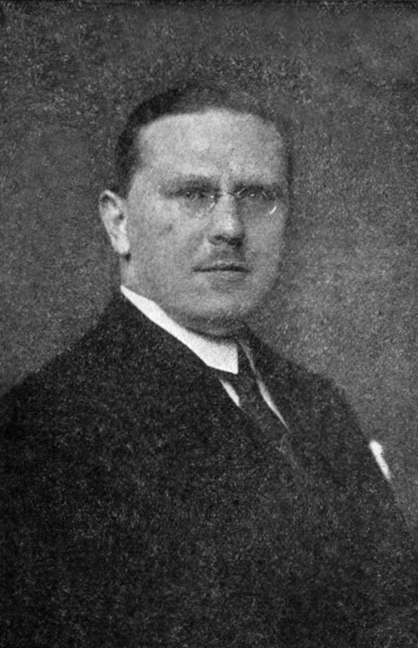
Felix Tauer (* 20. listopadu)

  - Karel Dvořák, český sochař († 28. února 1950)
  - František Stanislav, československý politik, umučen v Osvětimi († 23. července 1941)
- 6. ledna – Ladislav Svoboda, odbojář, oběť komunistického teroru († 13. listopadu 1952)
- 9. ledna – Josef Váňa, legionář, československý generál († 6. dubna 1976)
- 13. ledna – Jan Evangelista Zelinka, skladatel, klavírista a hudební publicista († 30. června 1969)
- 14. ledna – Karel Barvitius, český skladatel a hudební nakladatel († 6. února 1949)
- 15. ledna – Alois Málek, čs. ministr lehkého průmyslu († 2. prosince 1958)
- 17. ledna – Karel Kotrba, sochař († 11. srpna 1939)
- 22. ledna – Michal Mareš, český spisovatel a novinář, oběť komunistického režimu († 17. února 1971)
- 28. ledna – Jindřich Groag, výrazný brněnský meziválečný advokát († 10. října 1973)
- 30. ledna – Bohuslav Havránek, český filolog († 2. března 1978)
- 31. ledna – Karel Husárek, československý generál, ministr veřejných prací († 26. července 1972)
- 14. února – Marie Charousová-Gardavská, autorka dětských knih († 10. ledna 1967)
- 16. února – Victor Fürth, architekt a pedagog židovského původu († 23. srpna 1984)
- 21. února – Vladimír Kajdoš, československý generál, politik a ministr († 8. července 1970)
- 28. února – Julie Winterová-Mezerová, malířka († 2. května 1980)
- 3. března – František Loubal, spisovatel, historik a politický vězeň († 17. prosince 1950)
- 19. března – Jarmila Kröschlová, česká tanečnice a choreografka († 9. ledna 1983)
- 21. března – Simonetta Buonaccini, česká básnířka († 29. května 1935)
- 23. března – Otakar Čapek, mystik, spisovatel, oběť komunistického režimu († 11. ledna 1967)
- 25. března – Anna Iblová, česká herečka († 16. července 1954)
- 9. dubna – Jiří Sedmík, český legionář, politik a diplomat († 18. prosince 1942)
- 17. dubna – Emanuel Moravec, ministr školství a lidové osvěty protektorátní vlády († 5. května 1945)
- 20. dubna – Hermann Ungar, německy píšící prozaik a dramatik († 28. října 1929)
- 24. dubna – Alois Holub, český sochař († 22. července 1954)
- 28. dubna – Ferdinand Greinecker, hudební skladatel († 15. července 1952)
- 7. května – Břetislav Bartoš, český malíř († 28. června 1926)
- 16. května – Milena Ivšínová, spisovatelka († ?)
- 21. května – Adolf Hrubý, ministr protektorátní vlády († 9. června 1951)
- 22. května – František Sátora, československý ekonom, ředitel Škodových závodů († 22. ledna 1973)
- 26. května
  - Karel Klapálek, legionář, odbojář, generál († 18. listopadu 1984)
  - Otakar Wünsch, člen Petičního výboru Věrni zůstaneme a vydavatel časopisu V boj († 6. října 1947)
- 1. června – Otto Eisler, český architekt († 27. července 1968)
- 2. června – František Hrobař, český pedagog, botanik a ornitolog († 19. října 1985)
- 5. června – Jiří Kroha, architekt, malíř a sochař († 7. června 1974)
- 8. června
  - Miroslav Plesinger-Božinov, český legionář a diplomat († 17. ledna 1963)
  - Marie Pujmanová, česká spisovatelka († 19. května 1958)
- 11. června – Ernst Mühlstein, architekt († 4. července 1968)
- 20. června – František Hála, československý politik, ministr pošt († 24. srpna 1952)
- 21. června – Alois Hába, hudební skladatel a pedagog († 18. listopadu 1973)
- 29. června – Eduard Čech, český matematik († 15. března 1960)
- 3. července – František Hieke, příslušník Obrany národa a zahraničního protinacistického odboje († 17. února 1984)
- 8. července – Josef Novák, vojenský a zkušební pilot († 3. ledna 1934)
- 12. července – Stanislav Zela, pomocný biskup olomoucký († 6. prosince 1969)
- 18. července – Josef Hüttel, dirigent a hudební skladatel († 6. července 1951)
- 22. července – Osvald Chlubna, hudební skladatel a pedagog († 30. října 1971)
- 23. července – Silvestr Hipman, hudební skladatel a kritik, spisovatel a překladatel († 16. března 1974)
- 26. července – Alain Rohan, český šlechtic a právník († 2. září 1976)
- 27. července – Metoděj Havlíček, válečný invalida, úředník, redaktor a spisovatel († 7. října 1950)
- 31. července – Bohuslav Ečer, soudce Mezinárodního soudního dvora († 14. března 1954)
- 3. srpna – Dominik Čipera, československý politik, ministr veřejných prací, starosta Zlína († 3. září 1963)
- 11. srpna – Jarmila Kronbauerová, česká herečka a zpěvačka († 6. listopadu 1968)
- 14. srpna – František Dvorník, kněz a historik († 4. listopadu 1975)
- 18. srpna – Čestmír Jeřábek, český spisovatel, dramatik a literární kritik († 15. října 1981)
- 9. srpna – Vladislav Klumpar, československý právník a politik, protektorátní ministr († 27. června 1979)
- 4. září – Jan Bervida, letecký odborník († 26. ledna 1962)
- 7. září – Josef Anton Trčka, fotograf, malíř, grafik a sochař († 16. března 1940)
- 13. září – Josef Matička, malíř a grafik († 7. července 1976)
- 24. září – Karel Neuwirth, český lékař v oboru urologie († 6. dubna 1970)
- 25. září – Bohuslav Všetička, legionář, československý generál († 19. srpna 1942)
- 30. září
  - Karel Chochola, architekt († 3. června 1942)
  - Čeněk Šlégl, herec, režisér, scenárista a spisovatel († 17. února 1970)
- 3. října – František Pícha, hudební skladatel, sběratel lidových písní († 10. října 1964)
- 19. října – Josef Grus, architekt († 19. března 1972)
- 21. října – Albert Pek, folklorista, dirigent a hudební skladatel († 20. března 1972)
- 22. října – Joe Jenčík, český tanečník, pedagog a choreograf († 10. května 1945)
- 29. října – Josef Čuba, člen protikomunistického odboje († 4. září 1951)
- 30. října – Karel Janoušek, legionář, odbojář, maršál britského letectva, oběť komunistického režimu († 27. října 1971)
- 1. listopadu
  - Václav Wagner, archeolog a historik umění († 21. března 1962)
  - Toni Schönecker, malíř a grafik, významný sokolovský rodák († 2. listopadu 1979)
- 6. listopadu – Marie Fantová, novinářka a překladatelka († 23. dubna 1963)
- 11. listopadu – Jaromíra Hüttlová, spisovatelka a překladatelka († 21. října 1964)
- 20. listopadu – Felix Tauer, český orientalista († 17. března 1981)
- 25. listopadu – Konrád Jaroslav Hruban, odborník na železobetonové stavby († 26. srpna 1977)
- 28. listopadu – Václav Šára, sochař, malíř a grafik († 17. června 1951)
- 2. prosince
  - Josef Lampa, komunistický politik, starosta Moravské Ostravy († 25. dubna 1977)
  - Vladimír Lederer, český lékař, odbojář, generál zdravotnictva († 10. prosince 1965)
- 3. prosince – Jaroslav Janko, český matematik († 23. ledna 1955)
- 4. prosince – Karel Holan, malíř († 4. října 1953)
- 5. prosince – Josef Vaverka, profesor železničního stavitelství, rektor Vysokého učení technického v Brně († 31. srpna 1975)
- 15. prosince – Josef Sedláček, československý fotbalový reprezentant († 15. ledna 1985)
- 17. prosince – Vlastimil Šádek, československý průmyslník a politik, protektorátní ministr († ?)
- 23. prosince
  - Kamill Resler, český právník a bibliofil († 11. července 1961)
  - Jan Sviták, český režisér, herec a scenárista († 10. května 1945)

### Svět

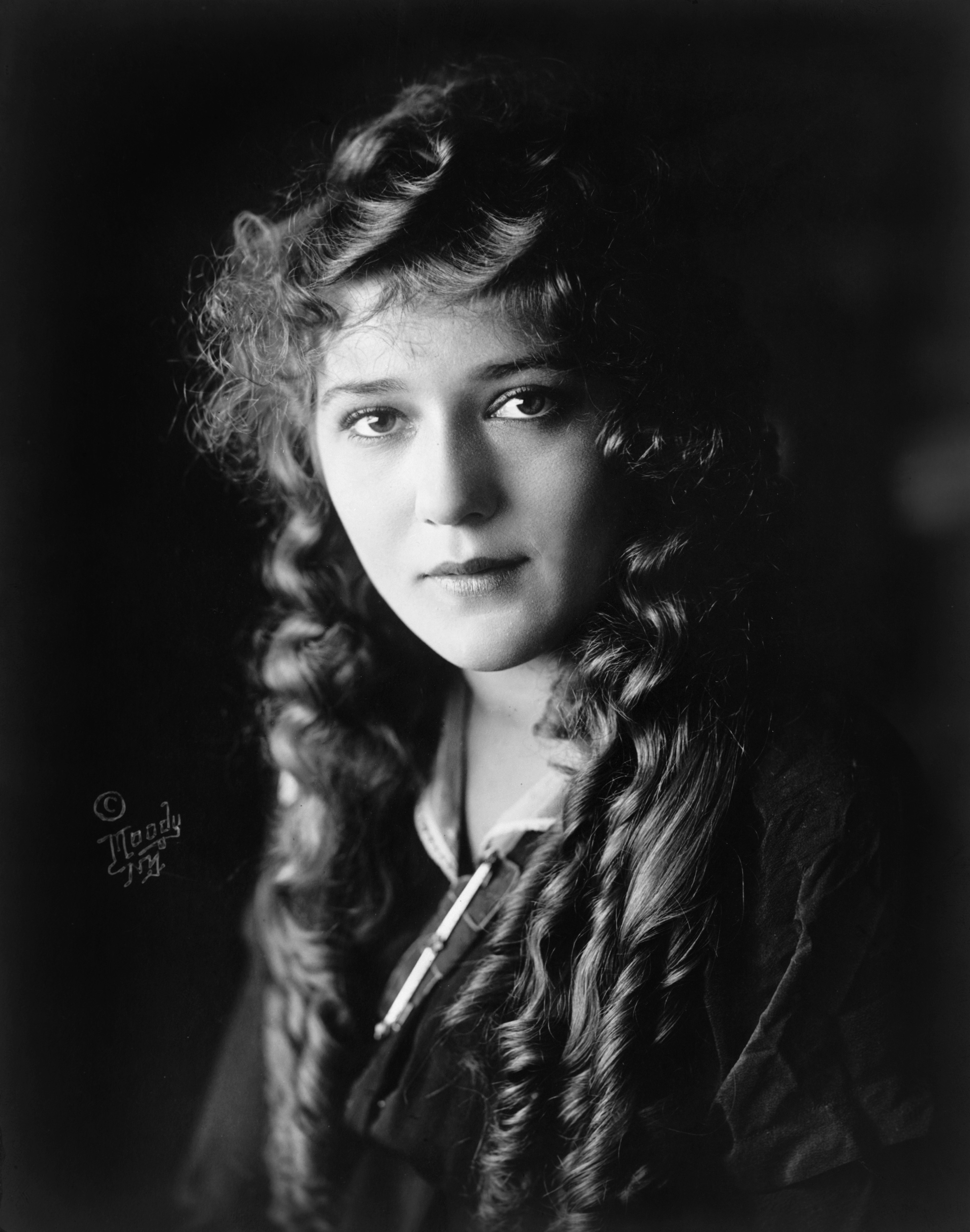
Mary Pickfordová (* 8. dubna)

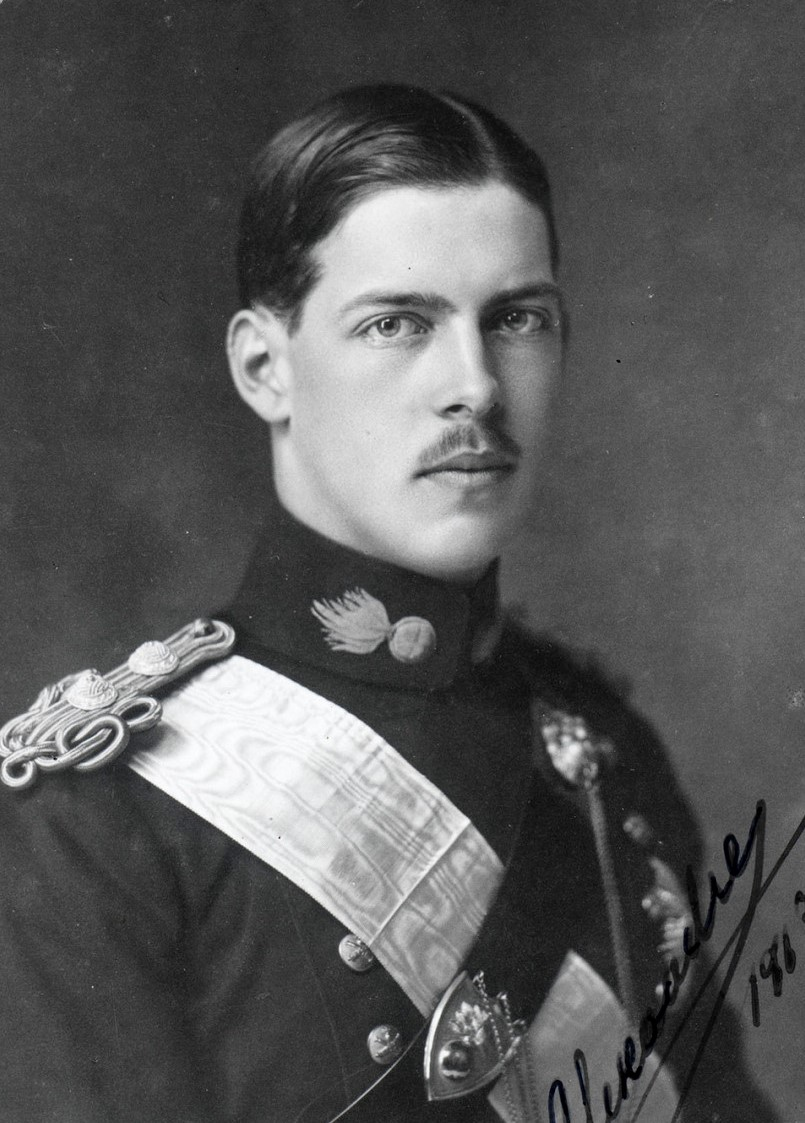
Alexandr I. Řecký (* 1. srpna)

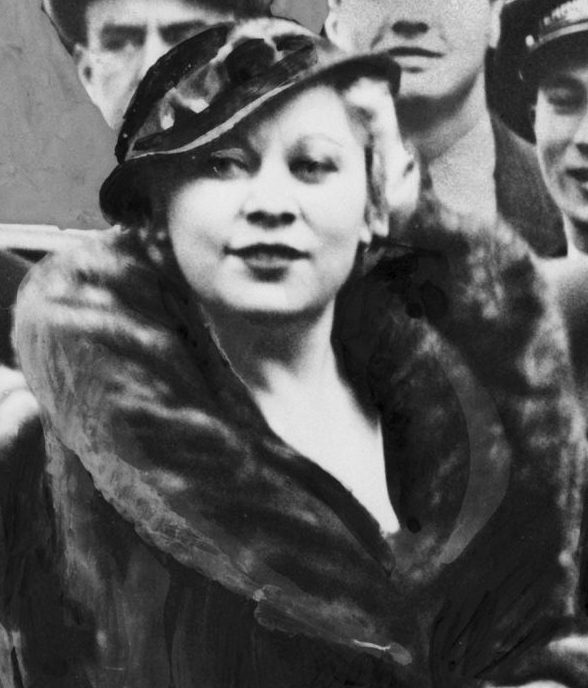
Mae West (* 17. srpna)

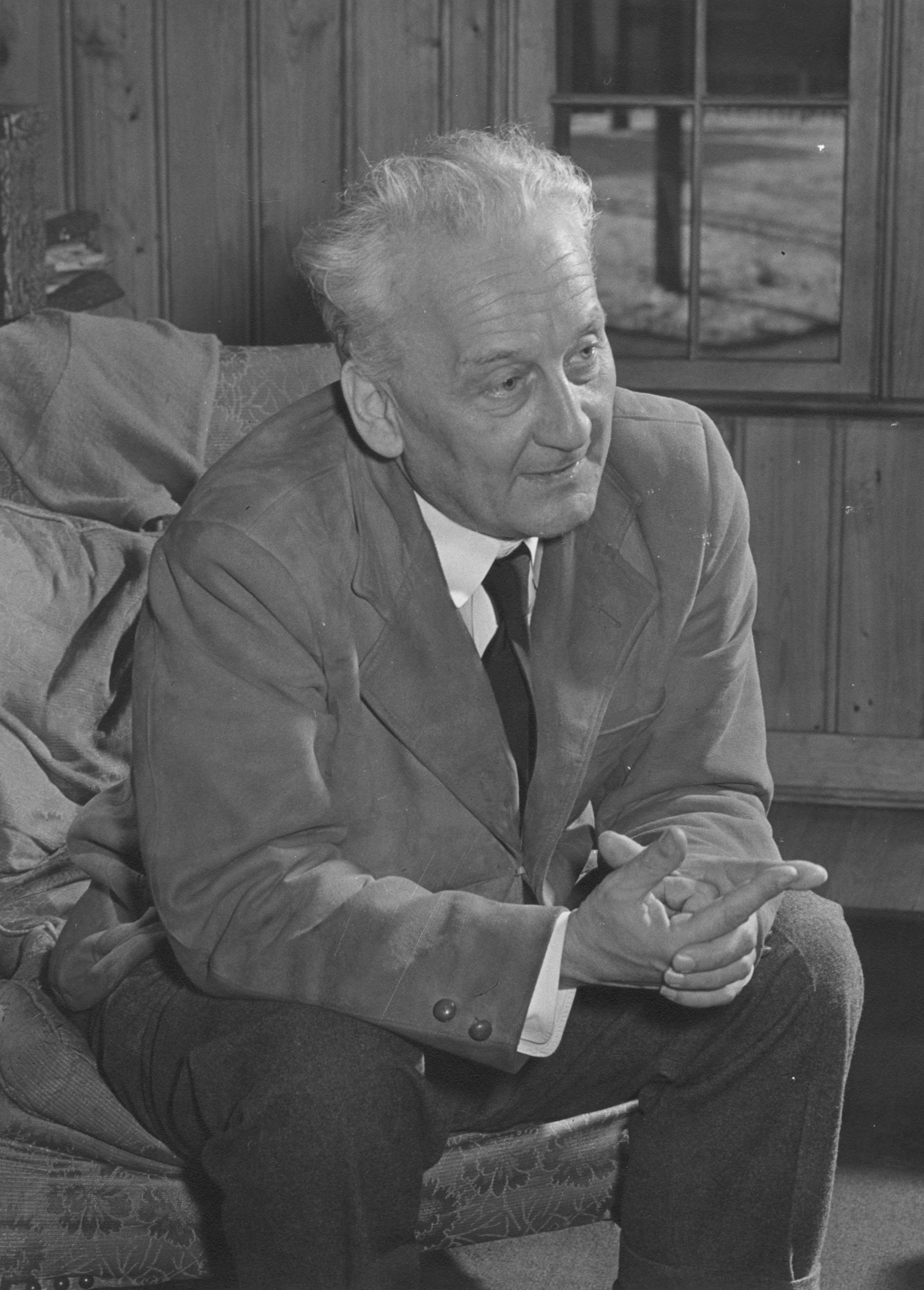
Albert Szent-Györgyi (* 16. září)

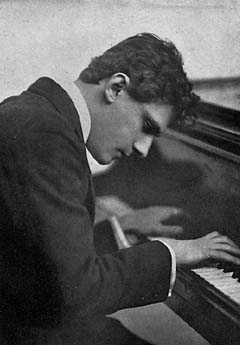
Leo Ornstein (* 2. prosince)

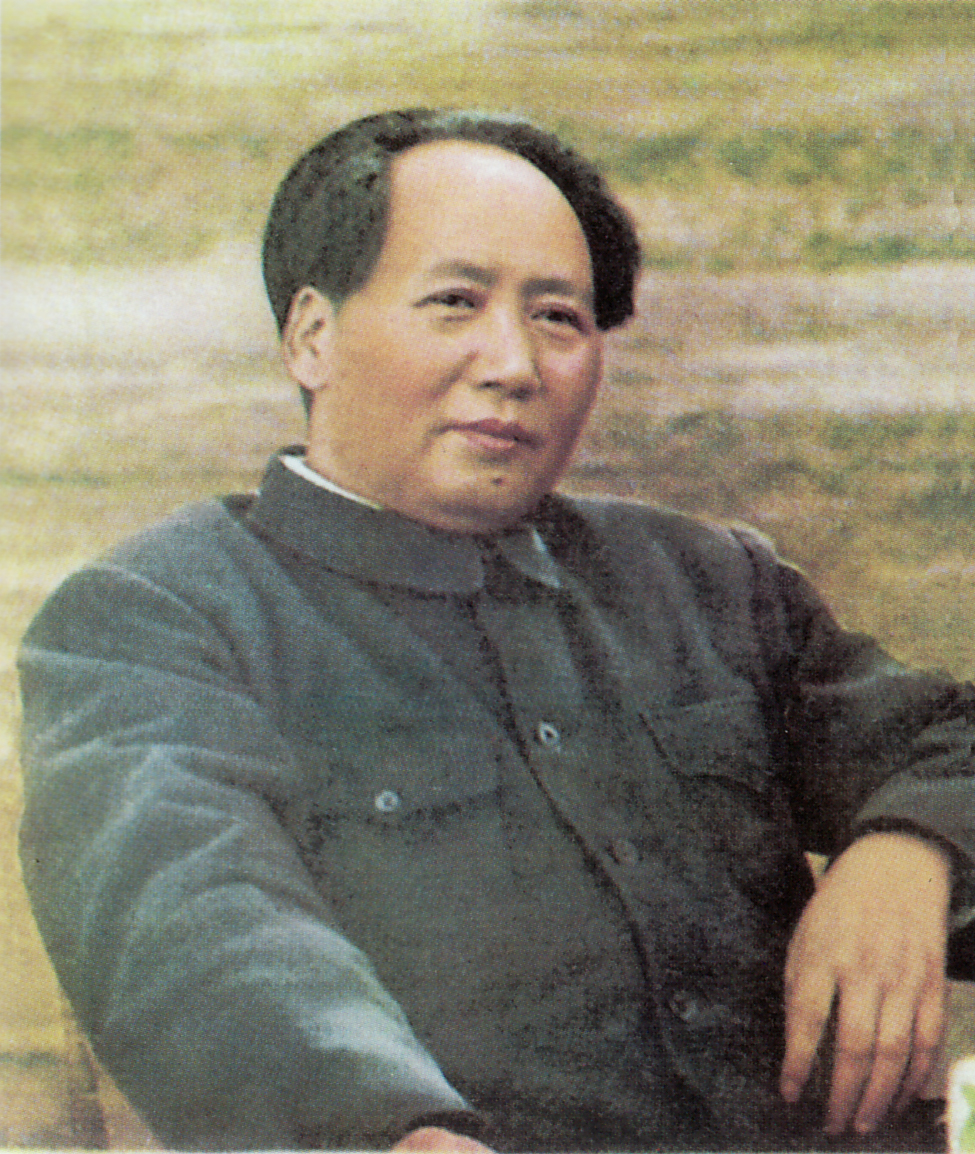
Mao Ce-tung (* 26. prosince)

- 2. ledna – Ernst Marischka, rakouský scenárista a režisér († 12. května 1963)
- 5. ledna – Michał Karaszewicz-Tokarzewski, polský generál († 22. května 1964)
- 8. ledna – Ladislav Hudec, slovenský architekt († 26. října 1958)
- 12. ledna
  - Hermann Göring, zástupce Hitlera, zakladatel gestapa, ministr letectví, vrchní velitel Luftwaffe († 15. října 1946)
  - Alfred Rosenberg, nacistický ideolog († 16. října 1946)
- 13. ledna
  - Clark Ashton Smith, americký spisovatel, básník a malíř († 14. srpna 1961)
  - Chaïm Soutine, litevský malíř († 9. srpna 1943)
- 15. ledna
  - Dragiša Cvetković, jugoslávský premiér († 18. února 1969)
  - Ivor Novello, velšský hudební skladatel a herec († 6. března 1951)
- 18. ledna – Jorge Guillén, španělský básník, pedagog a literární kritik († 6. února 1984)
- 22. ledna – Frankie Yale, newyorský gangster († 1. července 1928)
- 24. ledna – Viktor Šklovskij, spisovatel a filmový scenárista († 6. prosince 1984)
- 27. ledna
  - Oskari Friman, finský zápasník, olympijský vítěz († 19. října 1933)
  - Sung Čching-ling, manželka prvního prezidenta Čínské republiky Sunjatsena († 29. května 1981)
  - Marcel Tyberg, rakouský hudební skladatel († 31. prosince 1944)
- 28. ledna – Petr Bogatyrev, ruský etnolog], jazykovědec a literární vědec († 18. března 1971)
- 30. ledna – Jicchak-Me'ir Levin, ministr izraelské vlády a vůdce hnutí Agudat Jisra'el († 7. srpna 1971)
- 31. ledna – Eddie Cantor, americký komik, tanečník a zpěvák († 10. října 1964)
- 2. února – Damdin Süchbátar, vůdce Mongolské národní revoluce († 20. února 1923)
- 5. února
  - Roman Ingarden, polský filosof, estetik a literární teoretik († 14. června 1970)
  - William Earl Johns, britský pilot a spisovatel († 21. června 1968)
- 10. února – Bill Tilden, americký tenista († 5. června 1953)
- 12. února – Omar Bradley, americký pětihvězdičkový generál († 8. dubna 1981)
- 16. února
  - Julian Grobelny, německo-americký malíř († 5. prosince 1944)
  - Michail Tuchačevskij, maršál Sovětského svazu († 12. června 1937)
- 17. února – František Karel Rakousko-Toskánský, rakouský arcivévoda († 10. prosince 1918)
- 20. února – Maksym Hryva, ukrajinský spisovatel († 1931)
- 21. února – Andrés Segovia, španělský klasický kytarista († 2. června 1987)
- 27. února – Ralph Linton, americký antropolog († 24. prosince 1953)
- 2. března – Elijahu Golomb, zakladatel a vůdce židovské podzemní vojenské organizace Hagana († 11. června 1945)
- 6. března – Furry Lewis, americký bluesový zpěvák a kytarista († 14. září 1981)
- 7. března
  - Tido J. Gašpar, slovenský novinář a spisovatel († 10. května 1972)
  - Andreas Markusson, norský spisovatel († 31. října 1952)
- 16. března – Josip Rus, slovinský právník a politik († 15. září 1985)
- 18. března – Wilfred Owen, anglický básník († 4. listopadu 1918)
- 21. března – Walter Schreiber, německý brigádní generál a válečný zločinec († ?)
- 24. března – Walter Baade, německý astronom († 25. června 1960)
- 26. března – Palmiro Togliatti, předseda komunistické strany Itálie († 21. srpna 1964)
- 28. března – Josef František Habsbursko-Lotrinský, rakouský arcivévoda z uherské linie († 25. září 1957)
- 29. března – Dora de Houghton Carrington, britská malířka a designérka († 11. března 1932)
- 31. března – Clemens Krauss, rakouský dirigent († 16. května 1954)
- 1. dubna – Chana Rovina, izraelská divadelní herečka († 3. února 1980)
- 5. dubna – Clas Thunberg, finský rychlobruslař, olympijský vítěz († 28. dubna 1973)
- 7. dubna – Allen Dulles, ředitel americké CIA († 29. ledna 1969)
- 8. dubna – Mary Pickfordová, kanadská filmová herečka, scenáristka a spisovatelka († 29. května 1979)
- 12. dubna – Albert McCaffery, kanadský reprezentační hokejový útočník († 15. dubna 1955)
- 17. dubna – Marguerite Broquedisová, francouzská tenistka, olympijská vítězka († 23. dubna 1983)
- 20. dubna
  - Harold Lloyd, americký filmový herec († 8. března 1971)
  - Joan Miró, katalánský malíř, sochař a keramik († 25. prosince 1983)
- 26. dubna – Dragoljub Mihailović, srbský generál († 18. června 1946)
- 27. dubna – Pavel Karađorđević, jugoslávský regent († 14. září 1976)
- 29. dubna – Harold Urey, americký fyzikální chemik, Nobelova cena za chemii 1934 († 5. ledna 1981)
- 30. dubna
  - Gyula Breyer, maďarský šachista († 9. listopadu 1921)
  - Joachim von Ribbentrop, nacistický ministr zahraničí († 16. října 1946)
- 1. května – Nestor Lakoba, abchazský bolševický revolucionář († 28. prosince 1936)
- 7. května – Dani'el Auster, první starosta Západního Jeruzaléma († 15. ledna 1962)
- 17. května – Frederick McKinley Jones, americký vynálezce († 21. února 1961)
- 19. května – Horia Bonciu, rumunský básník, prozaik a překladatel († 27. dubna 1950)
- 23. května – Rosa Raisa, americká sopranistka († 28. září 1963)
- 28. května – Mina Witkojc, lužickosrbská básnířka a publicistka († 11. listopadu 1975)
- 2. června – Erkki Raappana, finský generál († 14. září 1962)
- 4. června – Karola Skutecká-Karvašová, slovenská malířka († 9. ledna 1945)
- 6. června – Otto Pankok, německý malíř a sochař († 10. října 1966)
- 7. června – György Szántó, maďarský spisovatel († 11. září 1961)
- 8. června – Oscar Torp, premiér Norska († 1. května 1958)
- 13. června – Dorothy L. Sayersová, anglická spisovatelka a překladatelka († 18. prosince 1957)
- 22. června – Joan Evansová, anglická historička umění († 14. července 1977)
- 27. června
  - Toti Dal Monte, italská operní zpěvačka – soprán († 26. ledna 1975)
  - Roy Disney, spoluzakladatel společnosti The Walt Disney Company († 20. prosince 1971)
- 30. června – Walter Ulbricht, německý komunistický politik († 1. srpna 1973)
- 5. července – Leo Karel Habsbursko-Lotrinský, rakouský arcivévoda z těšínské linie († 28. dubna 1939)
- 6. července – Ján Dopjera, slovensko-americký vynálezce († 3. ledna 1988)
- 7. července – Miroslav Krleža, chorvatský spisovatel († 29. prosince 1981)
- 8. července – Fritz Perls, americký psycholog († 14. března 1970)
- 9. července – Dorothy Thompsonová, americká spisovatelka a novinářka († 30. ledna 1961)
- 11. července – Tancred Ibsen, norský důstojník, pilot, filmový režisér a scenárista († 4. prosince 1978)
- 19. července – Vladimir Vladimirovič Majakovskij, ruský prozaik, básník a dramatik († 14. dubna 1930)
- 20. července – Arno von Lenski, německý generál († 4. října 1986)
- 25. července – Kurt Martti Wallenius, finský generál, politik a spisovatel († 5. května 1984)
- 26. července – George Grosz, německo-americký malíř († 6. července 1959)
- 28. července – Rued Langgaard, dánský varhaník a hudební skladatel († 10. července 1952)
- 1. srpna – Alexandr I. Řecký, řecký král († 25. října 1920)
- 5. srpna – Sydney Camm, britský letecký konstruktér († 12. března 1966)
- 10. srpna – Prežihov Voranc, slovinský spisovatel komunistický politik († 18. února 1950)
- 17. srpna – Mae West, americká tanečnice, herečka a spisovatelka († 22. listopadu 1980)
- 21. srpna – Bugs Moran, chicagský gangster († 25. února 1957)
- 27. srpna – Robert Cecil, 5. markýz ze Salisbury, britský státník a šlechtic († 23. února 1972)
- 11. září – August Albo, estonský malíř († ? 1963)
- 16. září – Albert Szent-Györgyi, maďarský biochemik a fyziolog, Nobelova cena 1937 († 22. října 1986)
- 20. září – Hans Scharoun, německý architekt († 25. listopadu 1972)
- 24. září
  - Rafael Millán Picazo, španělský hudební skladatel († 8. března 1957)
  - Blind Lemon Jefferson, americký bluesový zpěvák († 19. prosince 1929)
- 10. října – Willi Apel, americký muzikolog německého původu († 14. března 1988)
- 12. října – Müveddet Kadınefendi, manželka osmanského sultána Mehmeda VI. († 1951)
- 13. října – Kurt Reidemeister, německý matematik († 8. července 1971)
- 14. října – Lillian Gishová, americká herečka († 27. února 1993)
- 15. října
  - Karel II. Rumunský, rumunský král († 4. dubna 1953)
  - Saunders Lewis, velšský spisovatel, historik, literární kritik a politik († 1. září 1985)
  - Hans Luber, německý olympijský vítěz ve skocích do vody († 15. října 1940)
- 22. října – Ernst Öpik, estonský astronom († 10. září 1985)
- 23. října – Jean Absil, belgický hudební skladatel († 2. února 1974)
- 26. října – Miloš Crnjanski, srbský básník a spisovatel († 30. listopadu 1977)
- 28. října
  - Karl Farkas, rakouský herec a kabaretní umělec († 16. května 1971)
  - Felix Bourbonsko-Parmský, parmský a lucemburský princ († 8. dubna 1970)
- 30. října – Roland Freisler, německý nacistický soudce († 3. února 1945)
- 2. listopadu – Battista Pinin Farina, zakladatelem designérské firmy Carrozzeria Pininfarina († 3. dubna 1966)
- 4. listopadu – Herbert Read, anglický historik umění a básník († 12. června 1968)
- 7. listopadu – Paul Camenisch, švýcarský malíř a architekt († 13. února 1970)
- 13. listopadu – Edward Adelbert Doisy, americký chemik, Nobelova cena 1943 († 23. října 1986)
- 22. listopadu – Lazar Kaganovič, sovětský politik († 25. července 1991)
- 23. listopadu – Martta Wendelinová, finská ilustrátorka († 1. března 1986)
- 30. listopadu
  - Israel Jošua Singer, židovský spisovatel († 10. února 1944)
  - Felix H. Man, německý fotograf († 30. ledna 1985)
- 1. prosince
  - Ernst Toller, německý dramatik, básník a levicový aktivista († 22. května 1939)
  - Miguel Fleta, španělský operní tenor († 28. května 1938)
- 2. prosince – Leo Ornstein, americký klavírista a hudební skladatel († 24. února 2002)
- 4. prosince – August Cesarec, chorvatský spisovatel († 15. července 1941)
- 7. prosince – Hermann Balck, generál nacistického Německa († 29. listopadu 1982)
- 21. prosince – Tommaso Lequio di Assaba, italský žokej, olympijský vítěz († 17. prosince 1965)
- 23. prosince – Luc Benoist, francouzský historik umění († 1980)
- 25. prosince – Mieczysław Smorawiński, polský generál, zavražděn v Katyni († duben 1940)
- 26. prosince – Mao Ce-tung, předseda Komunistické strany Číny († 9. září 1976)

## Úmrtí

### Česko

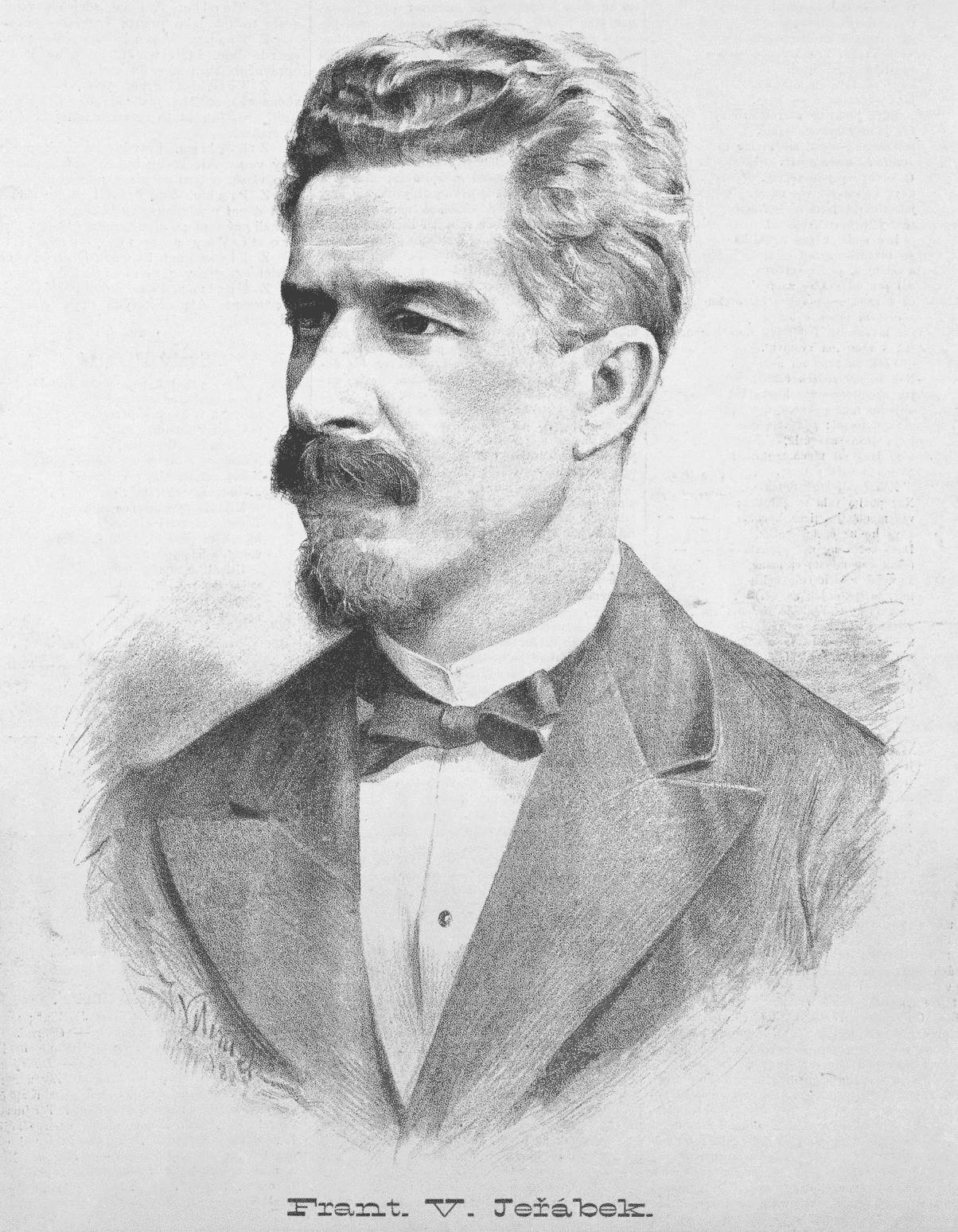
František Věnceslav Jeřábek († 31. března)

- 9. února – Alois Pravoslav Trojan, český právník a politik (* 2. dubna 1815)
- 6. března – Ladislav Jan Pospíšil, knihkupec a náměstek purkmistra Hradce Králové (* 24. prosince 1848)
- 7. března – Jan M. Černý, poslanec Českého zemského sněmu (* 26. září 1839)
- 19. března
  - Čeněk Daněk, inženýr, konstruktér a významný český průmyslník (* 5. dubna 1826)
  - Karel Komzák starší, český kapelník a skladatel (* 4. listopadu 1823)
- 31. března – František Věnceslav Jeřábek, český spisovatel, novinář a politik (* 25. ledna 1836)
- 7. května – Josef Stanislav Práchenský, advokát a politik (* 7. května 1829)
- 20. května – Ludvík Hainz, pražský hodinář a orlojník (* 1847)
- 23. května
  - Alfred Knoll, politik německé národnosti (* 1823)
  - Albína Dvořáková-Mráčková, spisovatelka (* 30. ledna 1850)
- 22. června – Karel Hail, poštmistr a starosta (* 25. dubna 1819)
- 27. června – Ondřej Boleslav Petr, slezský vlastenec, učitel, herec (* 8. února 1853)
- 11. července – Karel Ferdinand Bellmann, český, německy hovořící, zvonař (* 11. prosince 1820)
- 4. srpna – Václav Kratochvíl, statkář a regionální politik (* 1820)
- 12. srpna – Valerián Pejša, lidový spisovatel (* 6. listopadu 1858)
- 26. srpna – Alois Serényi, moravský politik a velkostatkář (* 25. září 1812)
- 21. září – Franz Stangler, český statkář a politik německé národnosti (* 12. září 1809)
- 27. září – Wenzel Teubner, poslanec Českého zemského sněmu (* ? ?)
- 19. října – Jan Pravoslav Přibík, český učitel a spisovatel (* 4. dubna 1811)
- 16. listopadu – Anton Meißler, poslanec Českého zemského sněmu a Říšské rady (* 1826)
- 30. listopadu – Arnoštka Libická, česká herečka (* 16. února 1838)
- 4. prosince – Antonín Matzenauer, český slavista, baltista a jazykovědec (* 11. září 1823)
- 24. prosince – Rudolf Mrva, svědek v procesu s hnutím Omladiny (* 1873)
- 31. prosince – Elias Palme, sklářský průmyslník, zakladatel továrny na výrobu lustrů (* 10. března 1827)

### Svět

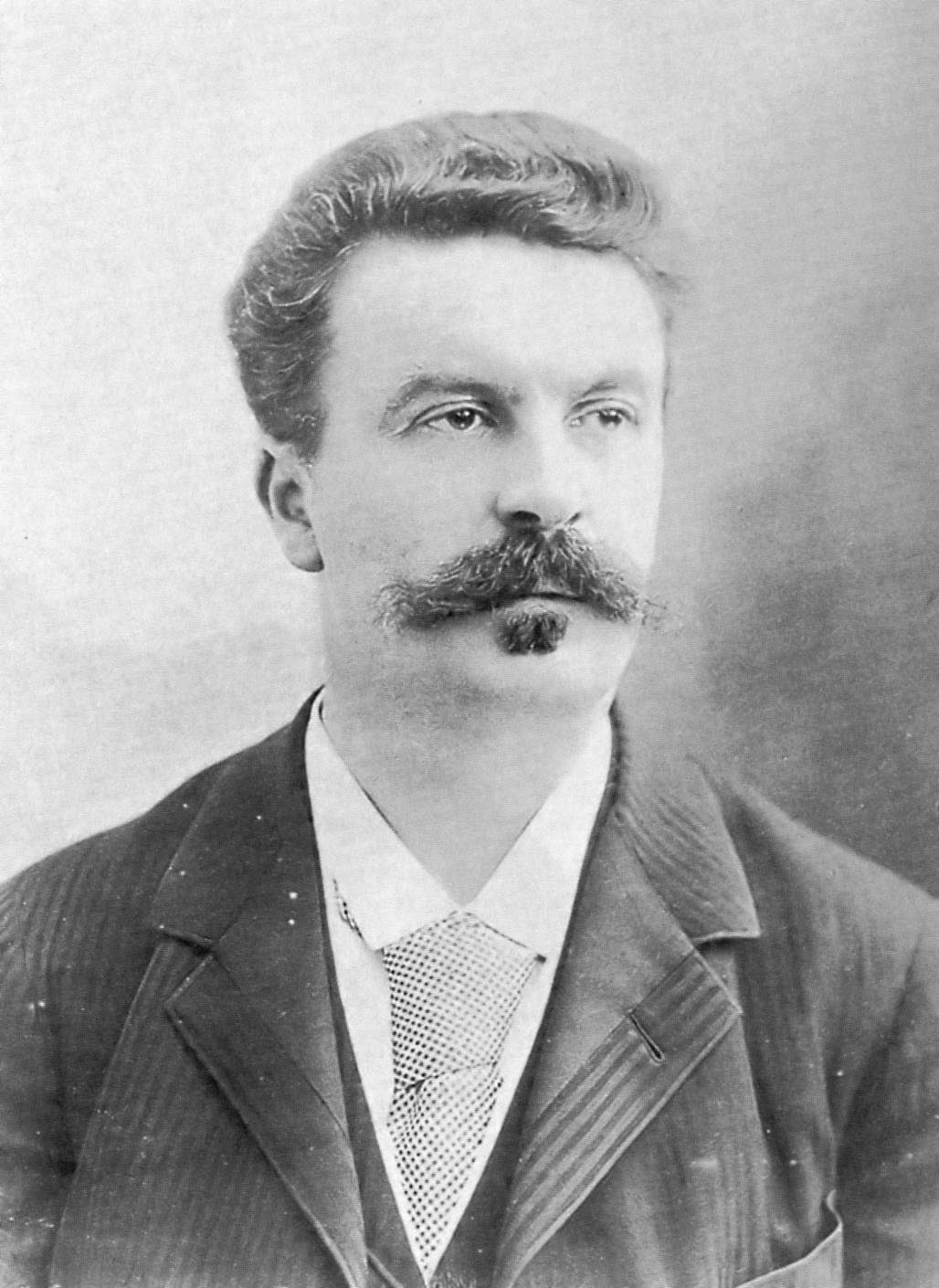
Guy de Maupassant († 6. července)

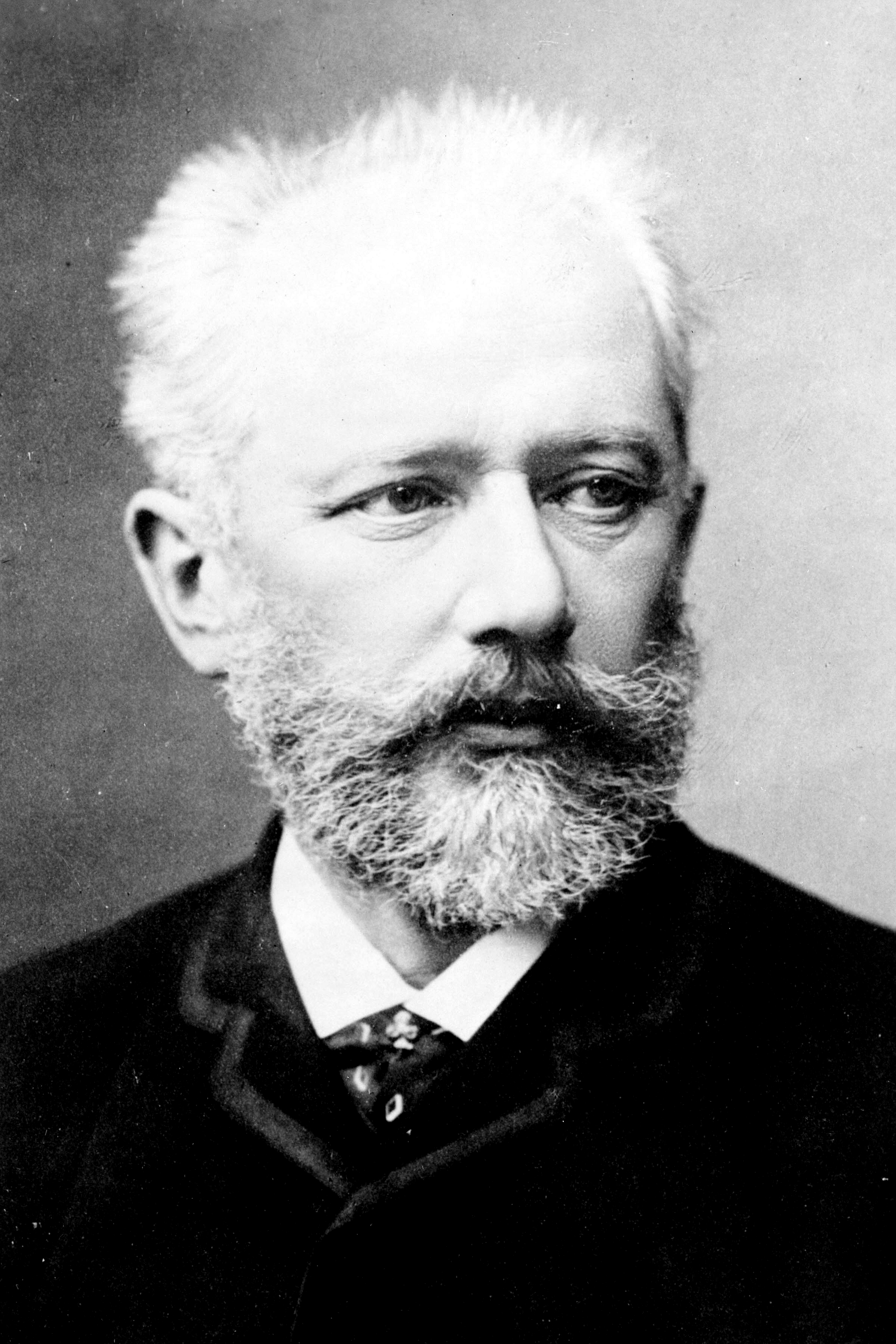
Petr Iljič Čajkovskij († 6. listopadu)

- 7. ledna – Jožef Stefan, slovinský fyzik, matematik a básník (* 24. března 1835)
- 15. ledna – Henri Chabrillat, francouzský spisovatel a libretista (* 1842)
- 17. ledna – Rutherford B. Hayes, 19. prezident Spojených států (* 4. října 1822)
- 2. února – Frederick Augustus Genth, americký chemik a mineralog (* 17. května 1820)
- 7. února – Auguste Boniface Ghiesbreght, belgický botanik a cestovatel (* 10. března 1810)
- 5. března – Hippolyte Taine, francouzský filozof, historik a literární kritik (* 21. dubna 1828)
- 9. března – George Washington Wilson, skotský královský dvorní fotograf (* 7. února 1823)
- 17. března
  - Jules Ferry, francouzský právník a politik (* 5. dubna 1832)
  - Ljudevit Vukotinović, chorvatský spisovatel a politik (* 13. ledna 1813)
- 18. března – Gerard Adriaan Heineken, nizozemský obchodník a pivovarník (* 29. září 1841)
- 23. března – José Zorrilla, španělský básník (* 21. února 1817)
- 11. dubna – Adolphe Franck, francouzský filozof (* 9. října 1809)
- 13. dubna – Jean Dufresne, německý šachový mistr (* 14. února 1829)
- 26. dubna – Carl Frederik Nyman, švédský botanik (* 31. srpna 1820)
- 8. května – Adolf I. ze Schaumburg-Lippe, kníže německého knížectví Schaumburg-Lippe (* 1. srpna 1817)
- 14. května – Ernst Eduard Kummer, německý matematik (* 29. ledna 1810)
- 20. května – Alfred Desmasures, francouzský novinář, spisovatel a historik (* 20. ledna 1832)
- 23. května – Anton von Schmerling, rakouský politik a právník (* 23. srpna 1805)
- 6. července – Guy de Maupassant, francouzský spisovatel (* 6. srpna 1850)
- 15. července – Ferenc Erkel, maďarský hudební skladatel (* 7. listopadu 1810)
- 26. července – Ferdinand von Bauer, ministr války Rakouska-Uherska (* 7. března 1825)
- 5. srpna – Friedrich Wilhelm Adami, německý spisovatel (* 18. října 1816)
- 7. srpna – Alfredo Catalani, italský operní skladatel (* 19. června 1854)
- 10. srpna – Robert Cornelius, americký průkopník fotografie (* 1809)
- 16. srpna – Jean-Martin Charcot, francouzský neurolog a psychiatr (* 29. listopadu 1825)
- 11. září – Adolphe Yvon, francouzský malíř (* 30. ledna 1817)
- 2. října – Elizabeth Eastlake, britská historička umění a kreslířka (* 17. listopadu 1809)
- 6. října – Ford Madox Brown, anglický malíř narozený ve Francii (* 16. dubna 1821)
- 8. října – Patrice de Mac-Mahon, třetí prezident Francie (* 13. července 1808)
- 9. října – Dionýz Štúr, slovenský geolog a paleontolog (* 2. dubna 1827)
- 18. října – Charles Gounod, francouzský skladatel (* 18. června 1818)
- 23. října – Alexandr I. Bulharský, první kníže znovuobnoveného bulharského státu (* 5. dubna 1857)
- 30. října – Hermann August Seger, německý chemik (* 26. prosince 1839)
- 1. listopadu – Jan Matejko, polský malíř (* 28. července 1838)
- 6. listopadu – Petr Iljič Čajkovskij, ruský hudební skladatel (* 7. května 1840)
- 8. listopadu – Francis Parkman, americký historik (* 16. září 1823)
- 12. listopadu – Alexander Bach, rakouský konzervativní politik (* 4. ledna 1813)
- 18. listopadu – Arnauld Michel d'Abbadie, francouzský cestovatel a kartograf (* 24. července 1815)
- 28. listopadu – Alexander Cunningham, britský archeolog (* 23. ledna 1814)
- 4. prosince
  - Heinrich Göbel, hodinář a vynálezce (* 28. dubna 1818)
  - John Tyndall, anglický fyzik (* 2. srpna 1820)
- 6. prosince – Rudolf Wolf, švýcarský astronom a matematik (* 7. července 1816)
- 16. prosince – George Babcock, americký vynálezce a konstruktér (* 17. června 1832)
- 23. prosince – Jules Beaujoint, francouzský romanopisec (* 12. července 1830)
- 28. prosince – Adolf Jellinek, vídeňský vrchní rabín a židovský učenec (* 26. června 1821)
- 30. prosince – Friedrich Karl Wunder, německý litograf a fotograf (* 27. října 1815)
- ? – Carlo Ponti, italský fotograf a optik (* 1823)

## Hlavy států

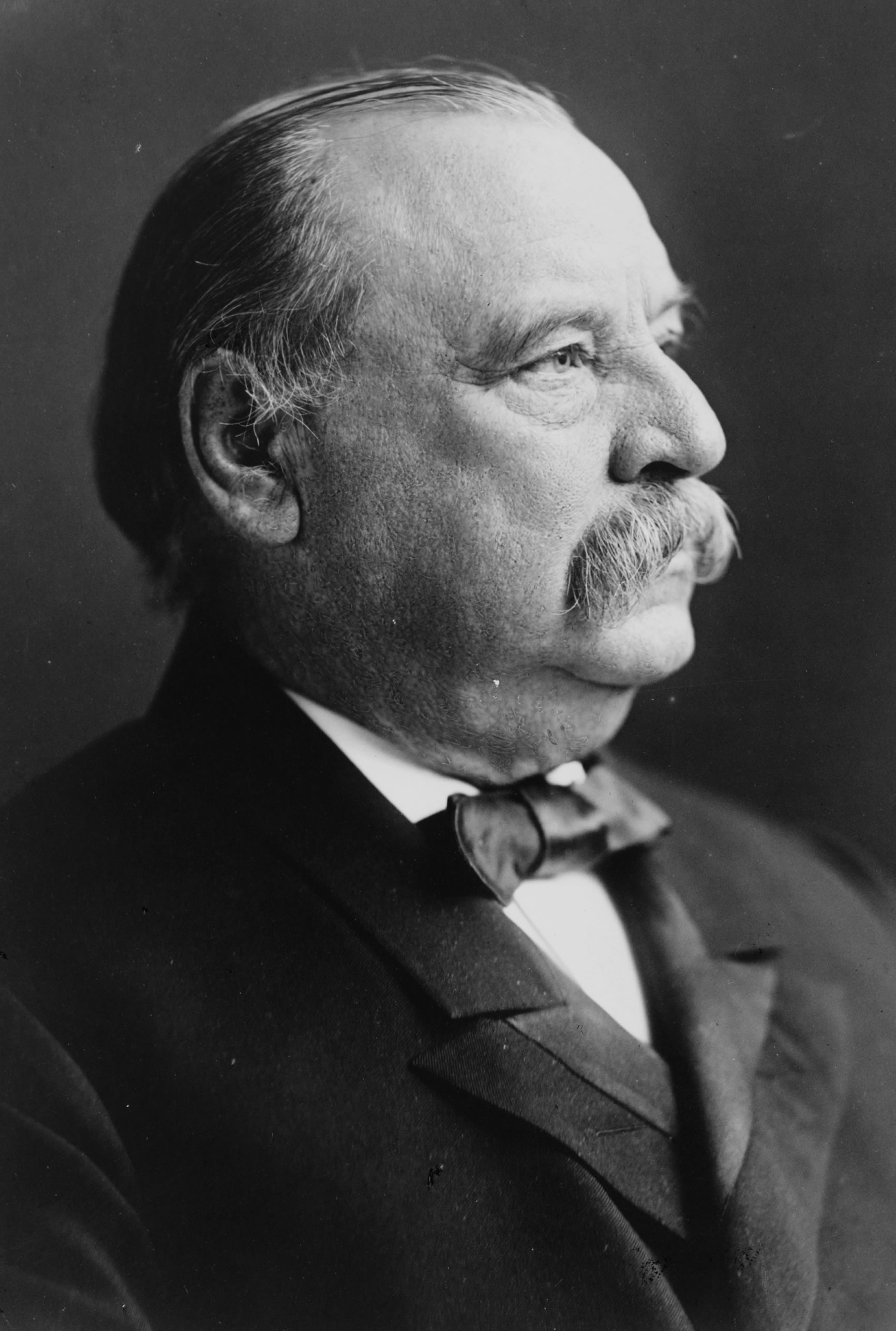
Prezidentem USA se podruhé stal Grover Cleveland

- České království – František Josef I.
- Papež – Lev XIII.
- Království Velké Británie – Viktorie
- Francouzská republika – Marie François Sadi Carnot
- Uherské království – František Josef I.
- Rakouské císařství – František Josef I.
- Rusko – Alexandr III.
- Prusko – Vilém II. Pruský
- Dánsko – Kristián IX.
- Švédsko – Oskar II.
- Belgie – Leopold II. Belgický
- Nizozemsko – Vilemína
- Řecko – Jiří I. Řecký
- Španělsko – Alfons XIII. Španělský
- Portugalsko – Karel I. Portugalský
- Itálie – Umberto I.
- Osmanská říše – Abdulhamid II.
- USA – Benjamin Harrison / Grover Cleveland
- Japonsko – Meidži